# 도야마촌 (오카야마현)
도야마촌(富山村)은 오카야마현 마니와군에 설치되었던 촌이다. 현재의 마니와시에 해당한다.

## 역사
- 1889년 6월 1일 - 정촌제 시행에 의해 마시마군 도야마촌이 성립하였다.
- 1900년 4월 1일 - 군의 통합에 의해 쓰쿠보군이 되었다.
- 1902년 4월 1일 - 이하라촌과 합병해 도미하라촌이 성립하여 도야마촌은 폐지되었다.

## 오아자
- 고로로히나카 古呂々尾中（ころろびなか） 〒717-0736
- 시모이와 下岩（しもいわ） 〒717-0735
- 세이타니 清谷（せいたに） 〒717-0737
- 다카타야마우에 高田山上（たかたやまうえ） 〒717-0732
- 노 野（の） 〒717-0734
- 마가리 曲り（まがり） 〒717-0731
- 와카시로우네 若代畝（わかしろうね） 〒717-0733

## 교통

### 철도
촌내에 철도는 없으며, 서일본 여객철도 기신선이 통과한다.

## 참고문헌
- 和泉橋警察署 『新旧対照市町村一覧』第2冊（東京：加藤孫次郎、1889（明22））
- 地名編纂委員会 『角川日本地名大辞典33 岡山』（角川学芸出版、1989、ISBN 4040013301）